# Luigi Scrosoppi
San Luigi Scrosoppi (Údine, 4 de agosto de 1804–ibídem, 3 de abril de 1884) fue un sacerdote católico, que fundó las Hermanas de la Providencia de San Cayetano de Thiene. Fue canonizado en 2001 por el papa Juan Pablo II.
En la actualidad, el santo fue consagrado como patrono de los futbolistas tras una investigación del empresario austriaco Manfred Pesek, quien vio en él las cualidades necesarias para encontrar un santo como patrón del aquel deporte. Desde entonces, se han creado estatuas del santo sosteniendo un balón de fútbol, una de ellas fue obsequiada a la selección de fútbol de Italia.